# Kronstorf
Kronstorf är en ort och kommun  i Österrike. Den ligger i distriktet Linz-Land i förbundslandet Oberösterreich, 140 kilometer väster om huvudstaden Wien. 
Kommunen består av tolv orter (Ortschaften) (inom parentes invånarantal 1 januari 2024):

- Dörfling (13)
- Kronstorf (1 657)
- Kronstorfberg (36)
- Plaik (244)
- Pühring (26)
- Schieferegg (29)
- Schmieding (138)
- Stallbach (59)
- Teufelsgraben (38)
- Thaling (811)
- Unterhaus (455)
- Winkling (22)